# Solidair (blad)
Solidair is een Belgisch tijdschrift dat uitgegeven wordt door de Partij van de Arbeid (PVDA) vanuit de Maurice Lemonnierlaan 171 in Brussel. In Franstalig België wordt het uitgebracht onder de naam Solidaire. Het blad geeft een andere kijk op de actualiteit en brengt een mix van interviews en analyses van actuele binnenlandse en binnenlandse thema's zoals gezondheid, onderwijs, milieu, woonbeleid, politiek en syndicaal nieuws.

## Geschiedenis
In 1970 werd de krant AMADA opgericht (naar de toenmalige partijnaam Alle Macht Aan De Arbeiders). Oorspronkelijk verscheen het driewekelijks. Vanaf 1971 verscheen het tweewekelijks en vanaf 1975 wekelijks. Het wilde het marxisme-leninisme in België verdedigen, meer bepaald de maoïstische stroming.

Op 28 januari 1981 werd de naam gewijzigd in Konkreet. Daarop volgde protest van een CVP-afdeling omdat hun plaatselijk blad eveneens Konkreet heette. In 1982 werd de naam van het blad dan definitief gewijzigd in Solidair. Sinds februari 2014 is het weekblad een digitaal dagblad geworden. Tweemaandelijks verschijnt ook een gedrukte editie.
Sinds 2010 organiseert Solidair samen met de vereniging Geneeskunde voor het Volk jaarlijks in de maand september ManiFiesta, ook gekend als het Feest van de Solidariteit.
| Periode    | Hoofdredacteur      |
| ---------- | ------------------- |
| ...        |                     |
| 2003–2010  | David Pestieau      |
| 2010–2014  | Ruben Ramboer       |
| 2014–2018  | Han Soete           |
| 2018–heden | Michaël Verbauwhede |

Lijst van tijdschriften in België